# Magdalena Saad
Magdalena Saad (ur. 14 maja 1985 roku w Łodzi) – polska siatkarka, grająca na pozycji libero, reprezentantka kraju. Uprawia zarówno siatkówkę halową, jak i plażową. 

## Sukcesy klubowe
Akademickie Mistrzostwa Polski:
- 2006, 2008, 2009

Mistrzostwo Polski:
- 2012[2]
- 2021[3]

Mistrzostwo I ligi:
- 2017[8]
- 2018
- 2016

## Nagrody indywidualne
- 2022: MVP PreZero Grand Prix PLS[9].
- 2024: MVP PGE Grand Prix PLS[10].

## Siatkówka plażowa
Mistrzostwa Polski:
- 2004
- 2021

Akademickie Mistrzostwa Europy:
- 2010[2], 2013[11]